# Zwanenberg Food Group
Zwanenberg Food Group este o companie neerlandeză, lider pe piața europeană a conservelor de carne. Compania a fost înființată în anul 1875 și deține 12 facilități de producție în Țările de Jos, Marea Britanie și Statele Unite. Compania exportă cea mai mare parte a producției în peste 100 de țări din întreaga lume.
Portofoliul Zwanenberg include mărci precum Zwanenberg, Zwan, Linera, Limco, Offerman, Hooymans, Kips’ și Huls.
Număr de angajați în 2009: 1.300

## Zwanenberg în România
Compania este prezentă și în România, începând cu anul 2007, iar în anul 2008, a derulat afaceri în valoare de 5 milioane Euro, intrând în Top 3 pe piața conservelor de carne.